# UHD 명품역사관
UHD 명품역사관은 매주 평일 오전 11시에 KBS 1TV 대하드라마를 재방송하였던 사극 드라마이다. 

## 편성 기준
2000년 이후로 방송된 한국방송공사 대하드라마 가운데 1작품씩 골라 KBS 1TV에서 재방송하지만  《태조 왕건》(송영창, 나한일) 《제국의 아침》(정욱) 《불멸의 이순신》(정욱) 등 사회적 물의를 일으켜 KBS·EBS·MBC 영구출연정지 명단에 오른 배우들이 나온 드라마는 선정 대상에서 제외됐다.

## 방송 시간
| 방송 채널 | 방송 기간                          | 방송 시간                    | 방송 분량 |
| --------- | ---------------------------------- | ---------------------------- | --------- |
| KBS 1TV   | 2015년 1월 5일 ~ 2015년 7월 17일   | 매주 평일 오후 1:00 ~ 1:55   | 55분      |
| KBS 1TV   | 2015년 7월 20일 ~ 2015년 8월 13일  | 매주 평일 오후 1:00 ~ 1:50   | 50분      |
| KBS 1TV   | 2015년 8월 17일 ~ 2016년 3월 24일  | 매주 평일 오후 1:00 ~ 1:50   | 50분      |
| KBS 1TV   | 2016년 3월 28일 ~ 2016년 8월 31일  | 매주 평일 오전 11:00 ~ 11:50 | 50분      |
| KBS 1TV   | 2017년 5월 30일 ~ 2017년 10월 23일 | 매주 평일 오전 11:00 ~ 11:50 | 50분      |
| KBS 1TV   | 2018년 4월 9일 ~ 2018년 7월 24일   | 매주 평일 오전 11:00 ~ 11:50 | 50분      |

## 방영작
- 《대조영》 : 2015년 1월 5일 ~ 2015년 7월 17일 (KBS 명품역사앙코르)
- 《역사저널 그날》 : 2015년 7월 20일 ~ 2016년 4월 15일 (KBS 명품역사관)
- 《광개토태왕》 : 2016년 4월 18일 ~ 2016년 8월 31일 (KBS 명품역사관)
- 《정도전》 : 2017년 5월 30일 ~ 2017년 8월 29일 (UHD 명품역사관)
- 《장영실》 : 2017년 8월 30일 ~ 2017년 10월 23일 (UHD 명품역사관)
- 《징비록》 : 2018년 4월 9일 ~ 2018년 7월 24일 (본 작품을 끝으로 UHD 명품역사관 폐지)

## 같이 보기
- KBS 1TV 대하드라마
- KBS 걸작선